# Совтанкер

## История
В 1932 году решением ЦИК СССР из Управления Черноморского пароходства было выделено Управление нефтеналивного Черноморского пароходства с головной конторой в Туапсе, начальником которого стал И.Г. Сырых. Двумя годами позже оно было переименовано в «Совтанкер», к нему приписаны 11 танкеров и 2 баржи. В том же 1932 году были образованы всесоюзные объединения: «Совторгфлот» — для внешних морских перевозок и «Морфлот» для внутренних. 
До начала Великой Отечественной войны флот «Совтанкера» насчитывал более 20 судов. Многие из них погибли в последующие годы, некоторые были переданы Военно-морскому флоту или переведены в другие пароходства. Вошёл в историю переход танкеров «Сахалин», «Варлаам Аванесов», «Туапсе» и ледокола «А. Микоян» с Чёрного моря на Север и на Дальний Восток.
Когда 25 сентября 1944 года пароходство «Совтанкер» было восстановлено, в его распоряжении находилось всего 7 судов, 5 барж и три судоремонтных завода.
В ходе послевоенных реорганизаций и укрупнений в 1953 году «Совтанкер» вошёл в состав Черноморского морского пароходства.
Однако, в дальнейшем, с изменением международных торговых отношений и расширением внешнеэкономических связей СССР, вновь потребовались реорганизации. 20 апреля 1964 года Управление нефтеналивного флота ЧМП было переведено из Одессы в Новороссийск, а 20 января 1967 года оно было выделено из состава ЧМП в самостоятельное Новороссийское морское пароходство, на балансе которого числилось 115 танкеров общим дедвейтом около 5 миллионов тонн. Впоследствии оно было акционировано и ныне является публичным акционерным обществом «Новошип» в составе группы «Совкомфлот»..

## Флот

### Несерийные и малосерийные суда
- «Шаумян» (1887, «Луч» РОПиТ) повреждён при шторме, использовался как плавучая ёмкость, после войны разобран;
- «Железнодорожник» (1898, «Tamara») 21.07.1941 подорвался у маяка Пакри;
- «Валериан Куйбышев» (1914, «Сураханы») 2.04.1942 атакован авиацией на переходе из Новороссийска в Камыш-Бурун и потоплен;
- «Ялта» (1916, «Acheronte») с 1927 года в составе Черноморской главной конторы Совторгфлота, С 1934 года входил в состав пароходства Совтанкер, Погиб в марте 1942 года во время налёта немецкой авиации на порт Туапсе, в том же году поднят и в 1945 г. восстановлен;
- «Тендра» (1921, «Эльпидифор № 421») нефтебаржа, повреждена при налёте 15.08.1942, после войны поднята и перестроена в самоходную;
- «Стахановец» (1922, «Эльпидифор № 419» / «Александр Емшанов») С 1948 года бункеровочная база.
- «Василий Фомин» (1922, «Эльпидифор №418») углевоз «Валерий Чкалов», далее в ЧФ как ТЩ «Т-512,» «КС-1»;
- «Апшерон» (1923, «Zoroaster» / «Апшероннефть») 11.12.1941 подорвался на минах Севастопольского заграждения;
- «Грозный» (1925, «Адмирал Спиридов», «Грознефть») захвачен немцами («Groznyj»/WM202), затоплен, поднят,далее нефтебункеровочная база, списан в 1964 году;
- «Азнефть» (1926, «Адмирал Грейг») лёгкий крейсер, достроенный как танкер, 23.12.1937 г. выброшен штормом на волнолом в Туапсе;
- «Советская нефть» (1929, в 1936-1937 гг. «Баку») в 1953 году передан в ДВМП, затем в Главное управления рыбной промышленности, списан в 1984 году;
- «Туапсе» (1931, Germanic, Станислав Косиор) В 1932 году куплен для пароходства "Совтанкер",С 1941 года в составе ЧФ; 4 июля 1942 годау входа в Мексиканский залив торпедирован немецкой ПЛ «U-129»;
- «Варлаам Аванесов» (1932, «Eidsvold») 19 декабря 1941 года торпедирован немецкой подлодкой U-652 при выходе из Дарданелл;
- «Батуми» (1932, «Bente Maersk», «Батумский совет») в 1956 передан ДВМП;

### тип «Баку»
- «Михаил Громов» (1930, «Rusoilprod») в 1939 г. вошёл в состав "Совтанкер" с 1941 в составе ЧФ. Потоплен 2.06.1942 года немецкой авиацией на пути из Туапсе в Севастополь к югу от Ялты;
- «Майкоп» (1930) в 1939 году передан ДВМП, 26.12.1941 г. после бомбардировки японской авиацией затоплен экипажем близ Филиппин;
- «Передовик» (1939)  С 1941 г. в составе ЧФ, возвращен ЧГМП, в 1951 передан ДВМП;

### тип «Эмба»
- «Эмба» (1929, «Красный Николаев» / «Эмбанефть») повреждён авиабомбой, использовался как ёмкость, в 1943 торпедирован немецкой ПЛ U-24.
- «Донбасс» переведен в ДВМП, затем приписан к порту Мурманск. Потоплен 7 ноября 1942 года ЭМ Z-27  в Баренцевом море
- «Серго» (1930, «Союз Горнорабочих СССР»),  с 1961 – бункеровочная база, списан в 1976 г.
- «Вайян Кутюрье» (1932, «Союз Металлистов СССР», «Николай Янсон») в январе 1944 года потоплен на траверзе Поти немецкой ПЛ «U 20», поднят и в 1954 году восстановлен, далее в ЧМП и ДВМП;
- «Кремль» (1932, «Союз Водников СССР») передавался ЧФ, возвращён, с 1953 года в ЧМП, списан в 1970 году;
- «Иосиф Сталин» (1934, «Урал») с 1953 года в ЧГМП, в 1961 году переименован в «Николаев»;[6], списан в 1966 году;

### тип «Москва»
- «Москва» («Моссовет») после войны в ЧМП, затем в ЛатМП, списан в 1973 году;
- «Азербайджан» (1932) В 1940 году переведён в ДВМП
- «Сахалин» (1936, «Сахалиннефть») в 1942 году переведен в ДВМП;
- «Урал» (закладывался как «Уралнефть», достроен после войны) списан в 1974 году;

### Суда, полученные по репарациям
- «Амбуран» (1939, трофейный немецкий «Berta»/«Т 21») захвачен советскими войсками, в 1947 году танкер передан в Совтанкер,затем в Касп МП, с 1970 года в Минрыбхозе, списан в 1988 году;
- «Джамрат» (1941, трофейный немецкий «Clara»/«T31») в марте 1946 года получен в Киле по репарациям, в 1947 году передан БМП, далее в ВРПО «Севрыба», списан в 1981 году;
- «Арарат» (трофейный немецкий «Poseidon»[7]), в апреле 1946 года в Порт-Саиде получен от Великобритании по репарациям как «Empire Tegalta»[8], далее в ЧМП, в 1959 году перестроен по проекту 1119, списан в 1965 году;

### Вспомогательные суда
- «Вежилов» буксир (1901, «Vigilant») передавался в ЧФ, возвращён, списан в середине 1950-х гг;
- «Рекорд» буксир (1913, «Helena Froter», затем «Рекорд», «Б.К.81») получен от ЧФ около 1945 года;
- «Тайфун» морской буксир (1921, «Jacob van Heemskerk» / «Gele Zee») 22.09.1941 года потоплен немецкой авиацией

## Компания в массовой культуре
- Необоснованное, по мнению авторов, переименование судов Совтанкера, происходившее в начале-середине 1930-х годов упоминается в фельетоне И. Ильфа и Е. Петрова «Чёрное море волнуется» (№ 263 за 23 сентября 1934 года).
- В фильме 1957 года Координаты неизвестны (режиссёр Михаил Винярский) показан переход танкеров «Урал» и «Кремль» в годы войны.